# Pompiers de l'air
 (septembre 2023).
L'article doit être relu — et modifié si nécessaire — par des contributeurs indépendants pour apporter un regard critique aux contributions effectuées en violation des conditions d'utilisation de Wikipédia, tant sur la forme (notamment concernant le style encyclopédique, la proportionnalité) que sur le fond (la neutralité de point de vue, la qualité et l'indépendance des sources).
 (septembre 2023).

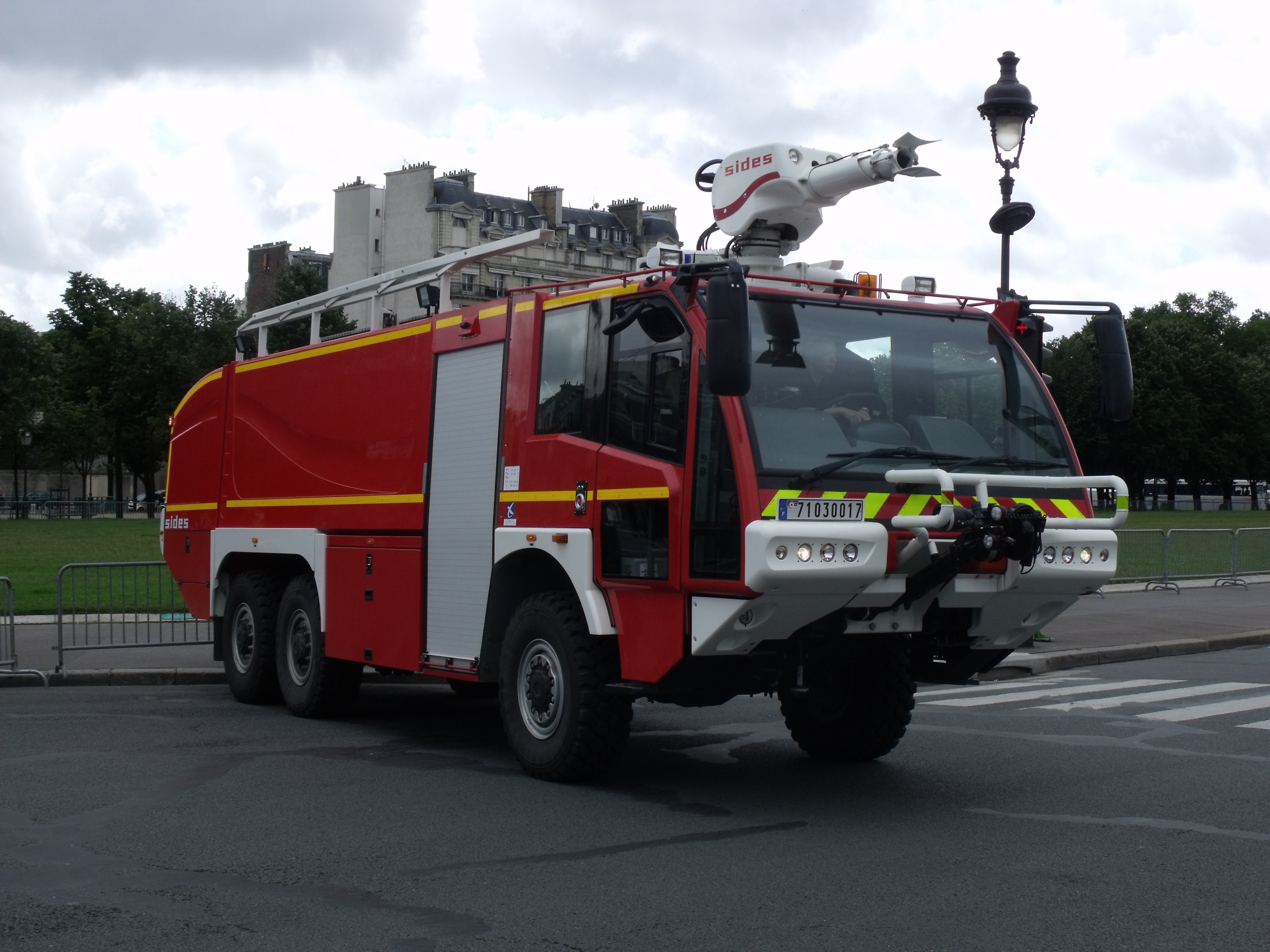
VMA 108 des Pompiers de l'Air.

En France, les pompiers de l'air, ou pompiers de l'armée de l'air sont des militaires de l'armée de l'air  spécialistes en sécurité incendie. Les 1.400 pompiers de l'air sont regroupés dans des Escadrons de Sécurité Incendie et de Sauvetage (ESIS), le centre de formation des techniciens de la sécurité de l'armée de l'air et de l'espace (CFTSAAE) et l'unité d'intervention nucléaire, radiologique, biologique et chimique (UI NRBC) de l'armée de l'air et de l'espace, dépendants de la Brigade des Pompiers de l'Air (BPA).
Ils assurent principalement des missions de sécurité incendie et de défense NRBC.

## Recrutement
Il existe plusieurs types de recrutement, et à tous les niveaux de catégorie : militaire du rang, sous-officier et officier.
Les conditions d'âge varient d'un recrutement à l'autre mais voici pour les grandes lignes : 17 ans minimum, de nationalité française et satisfaire aux épreuves de sélection. La catégorie de recrutement dépendra des diplômes obtenus.
- Diplôme de niveau 2 à 1 (licence et plus) : Officier[1] ;
- Diplôme de niveau 4 à 3 (de bac à bac+2) : Sous-officier[2] ;
- Diplôme de niveau 5 (inférieur au bac, niveau brevet minimum) : Militaire du rang (contrat qui correspond à celui de MTA : Militaire Technicien de l'Air)[3].

La formation s’effectuera à l’issue de la formation militaire au sein du Centre de Formation des Techniciens de la Sécurité de l’Armée de l’Air

## Les missions
Dans l'armée de l'air française, les pompiers de l'air sont des pompiers appartenant à la Brigade des pompiers de l'air (BPA) depuis le 30 août 2021 affectés en escadron de sécurité incendie et de sauvetage sur les Bases Aériennes.
La plupart des bases aériennes possède un ESIS dont les moyens humains et matériels sont définis en fonction des risques inhérents aux activités aéronautiques militaires. Les pompiers de l'air, affectés au sein de ces escadrons, sont formés au sein du Centre de Formation de Techniciens de Sécurité de l'Armée de l'Air et de l'Espace (CFTSAAE) de la base aérienne de Cazaux.
Pour mener à bien l'ensemble des missions qui leur sont confiées, les pompiers de l'air disposent de véhicules spécifiques équipés pour lutter contre les feux d'aéronefs, d'hydrocarbures et des véhicules classiques tels des fourgons pompes tonne pour les feux d'infrastructures. Ils disposent également de véhicules spécifiques pour le NRBC.

## Domaine d'intervention
Les pompiers de l'air interviennent exclusivement au sein des enceintes militaires mais ils peuvent intervenir dans certains cas en secteur civil en renfort des moyens départementaux. Certains départements ont mis en place des conventions pour faciliter cette collaboration. Ils ont aussi la possibilité de partir en Opération Extérieure afin de protéger les détachements Air à l'Étranger.

## Organisation
Chaque base aérienne organise les horaires d'ouverture de l'ESIS en fonction des contraintes qui sont confiées aux escadrons. En effet, certaines bases arment une permanence opérationnelle alors que d'autres ne sont ouvertes que les heures d'ouverture de piste. Néanmoins, chaque base dispose d'une permanence 24/24 afin de protéger la base contre d'éventuels sinistres.

## Historique
Avant la Seconde Guerre mondiale, les sous-officiers chargés de la lutte contre les incendies étaient formés sur le site de Saint-Cyr-l'Ecole, en région parisienne par des instructeurs sapeurs-pompiers de Paris et par des mécaniciens de l’armée de l’air connaissant le matériel incendie.
L'évolution des matériels et de la complexité des interventions sur les nouveaux aéronefs ont poussé l'état-major général de l’Armée de l’air mettre en place un cours de formation des brevetés incendie sur le site de Cazaux en 1946.

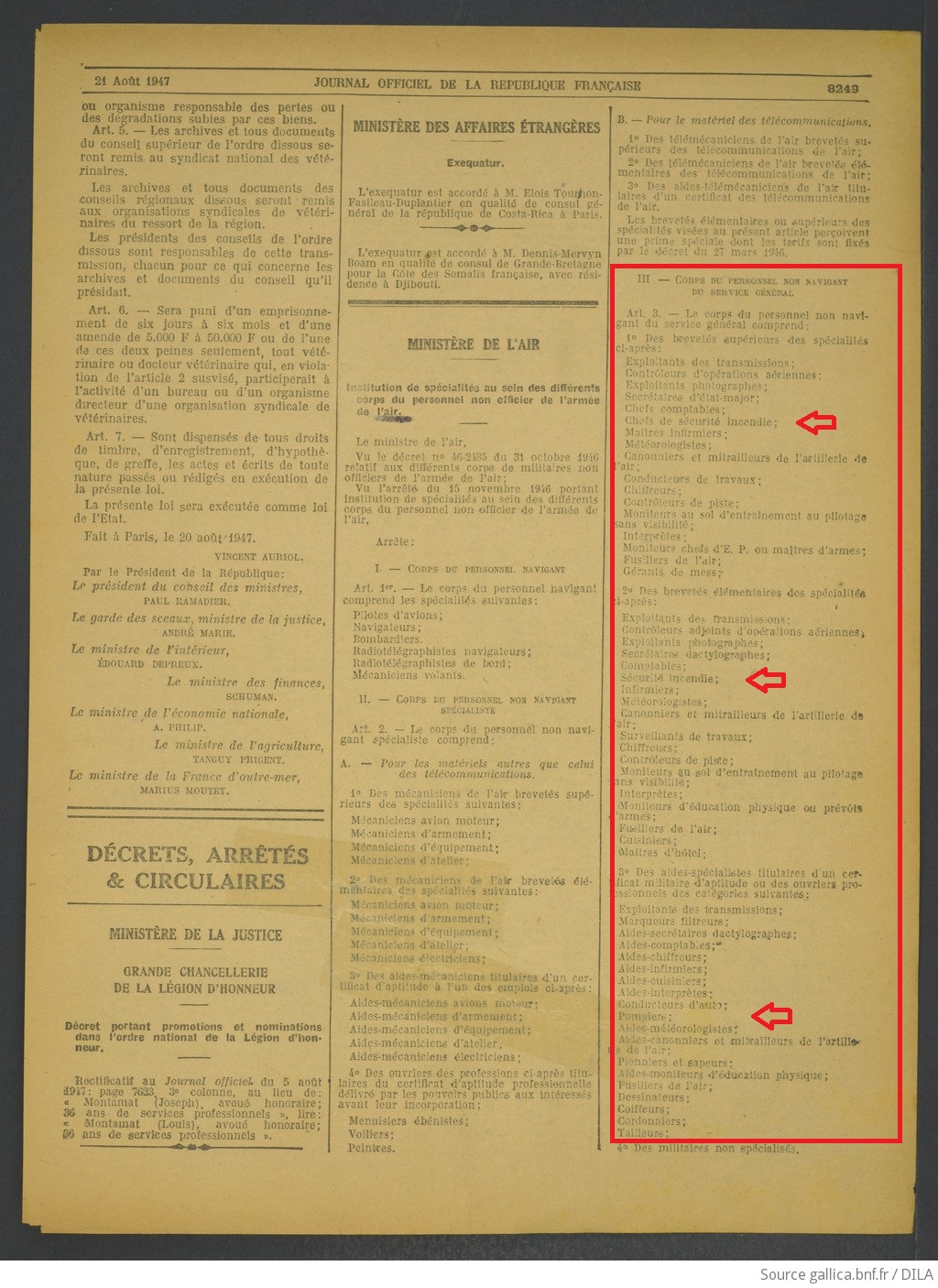
Arrêté de création de spécialités dont celle de "sécurité incendie/pompier"

La spécialité « sécurité incendie/pompier » a été créée par arrêté du ministère de l’air le 30 juillet 1947. Cette création a été précédée, un an auparavant, par des spécialistes qui ont alors la charge de la sécurité incendie des aéronefs et de leurs équipages.
Dès 1958, les études de développement de l’arme de dissuasion nucléaire voit leurs compétences s’étendre vers le domaine de la sécurité nucléaire en 1964 puis à compter de 2007 du NRBC.
Relevant, initialement, de l’autorité territoriale des Régions aériennes via les structures de commandement des bases aériennes, les unités de sécurité incendie et sauvetage sont placées en 2000 sous l’autorité organique du  Commandement des fusiliers commandos de l’air (CFCA), renommé Commandement des forces de protection et de sécurité de l’Armée de l’air (CFPSAA) en 2003. Ce dernier commandement est intégré en 2008 au sein du Commandement des forces aériennes (CFA) sous la dénomination BAFSI (Brigade aérienne des forces de sécurité et d'intervention).
Les pompiers de l'air ont été placés le 1er septembre 2021 sous le commandement organique de la Brigade des pompiers de l'air (BPA) à sa création.

## Insigne
L'insigne de la spécialité pompiers de l'air a été homologué sous le numéro A1210 le 14 mars 1990.

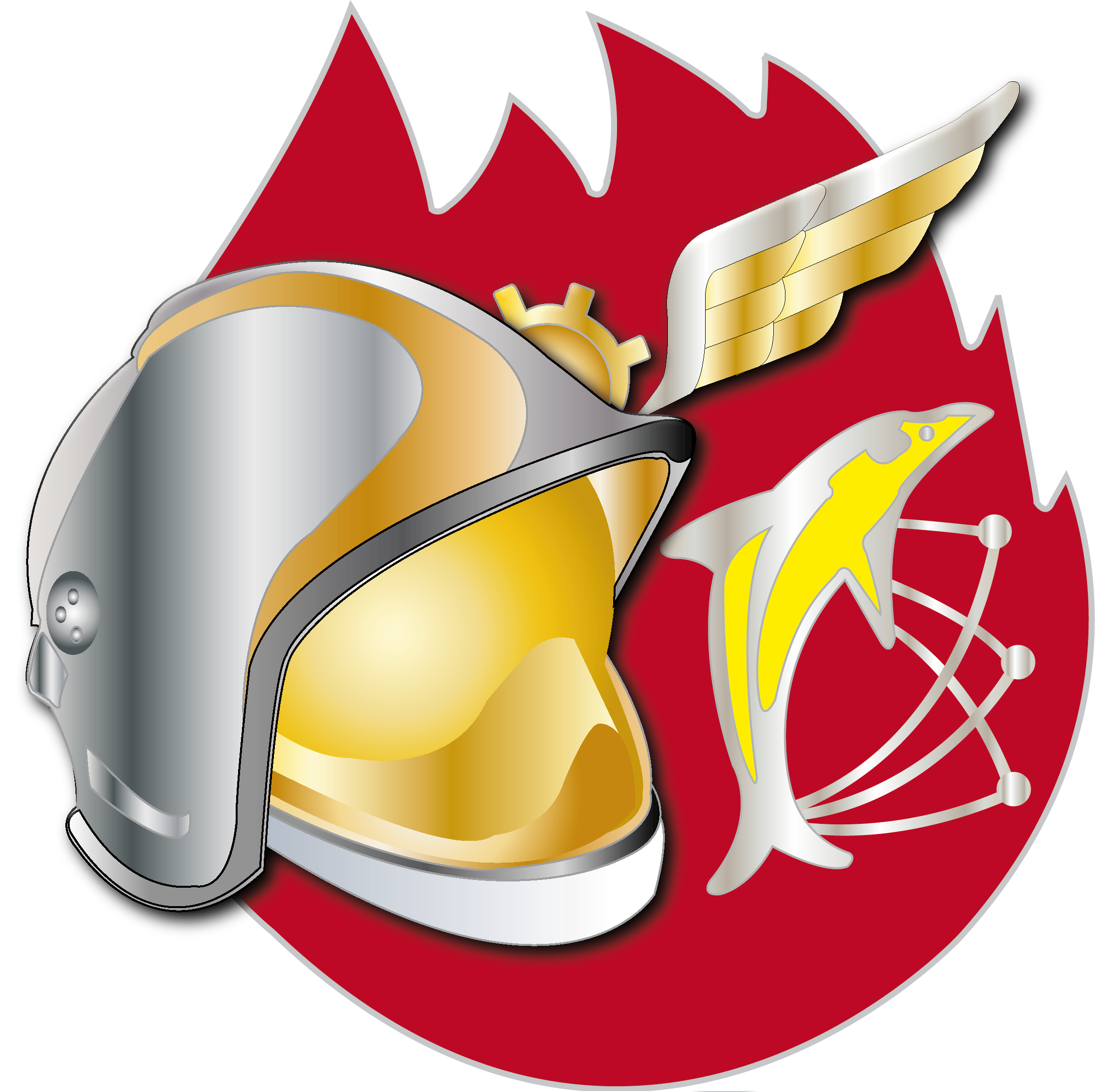

### Héraldique
« Rondache enflammée de gueules, chargée au chef d'une roue dentée ailée et dépassée d'or,
soutenue en pointe senestre d’un dauphin contourné du même brochant une ceinture d'atomes
d'argent, un casque de pompier taré d'argent à senestre et rehaussé du premier métal, dépassé
et brochant à dextre sur le tout »

## Galerie de photographie

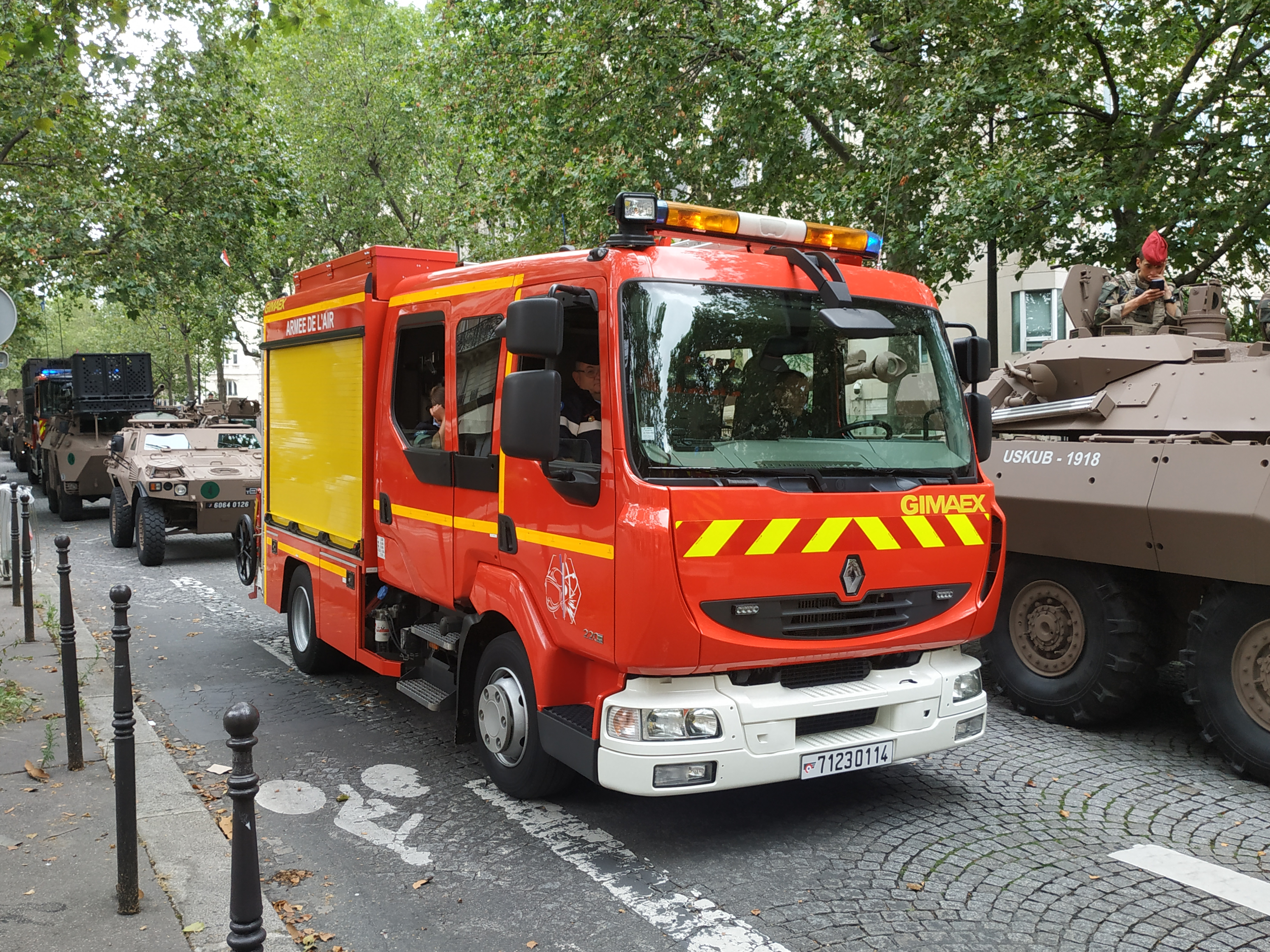
Fourgon Pompe Tonne (FPT) sur base Renault .
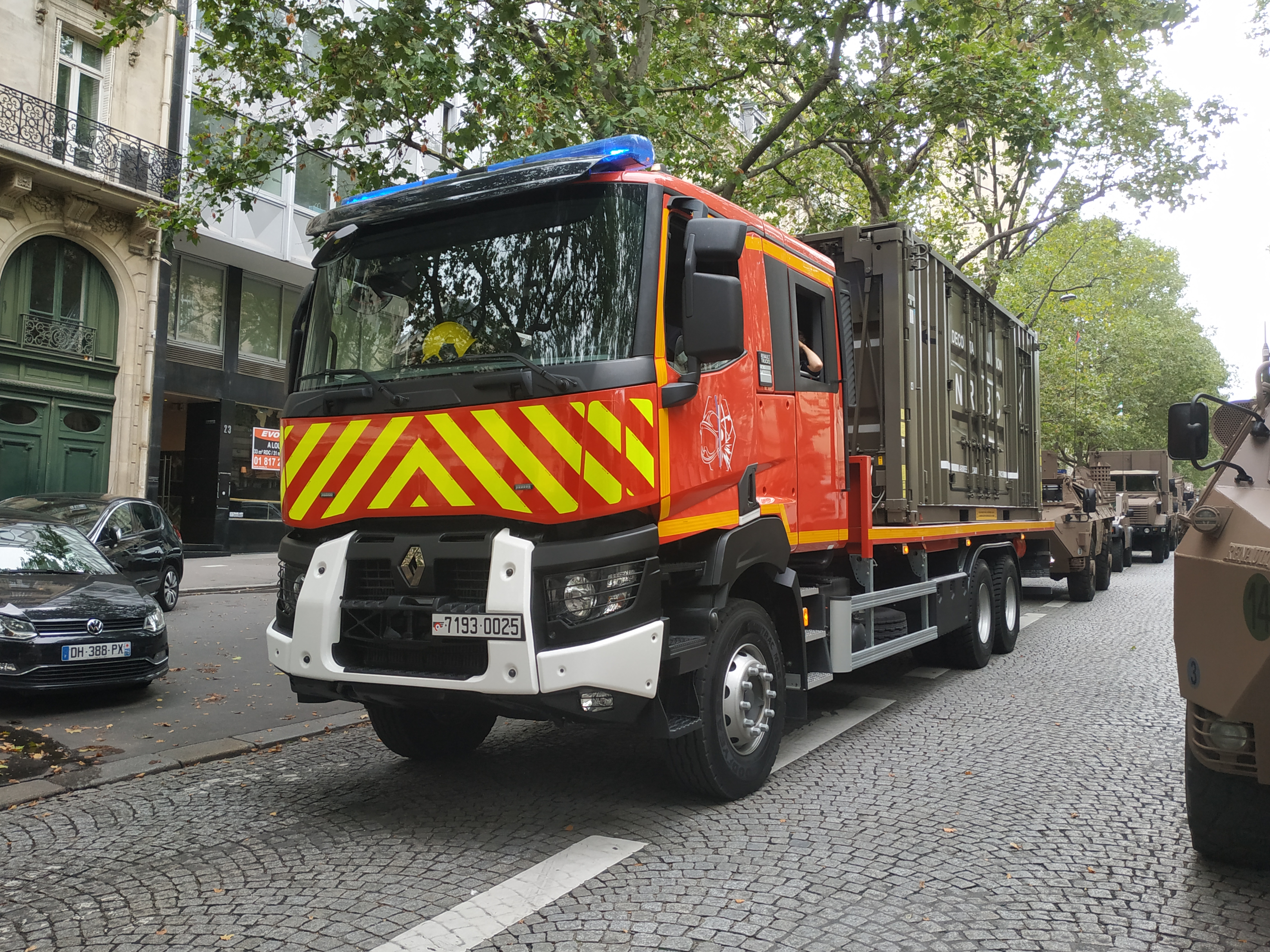
Camion pour mission NRBC (nucléaire, radiologique, biologique et chimique).
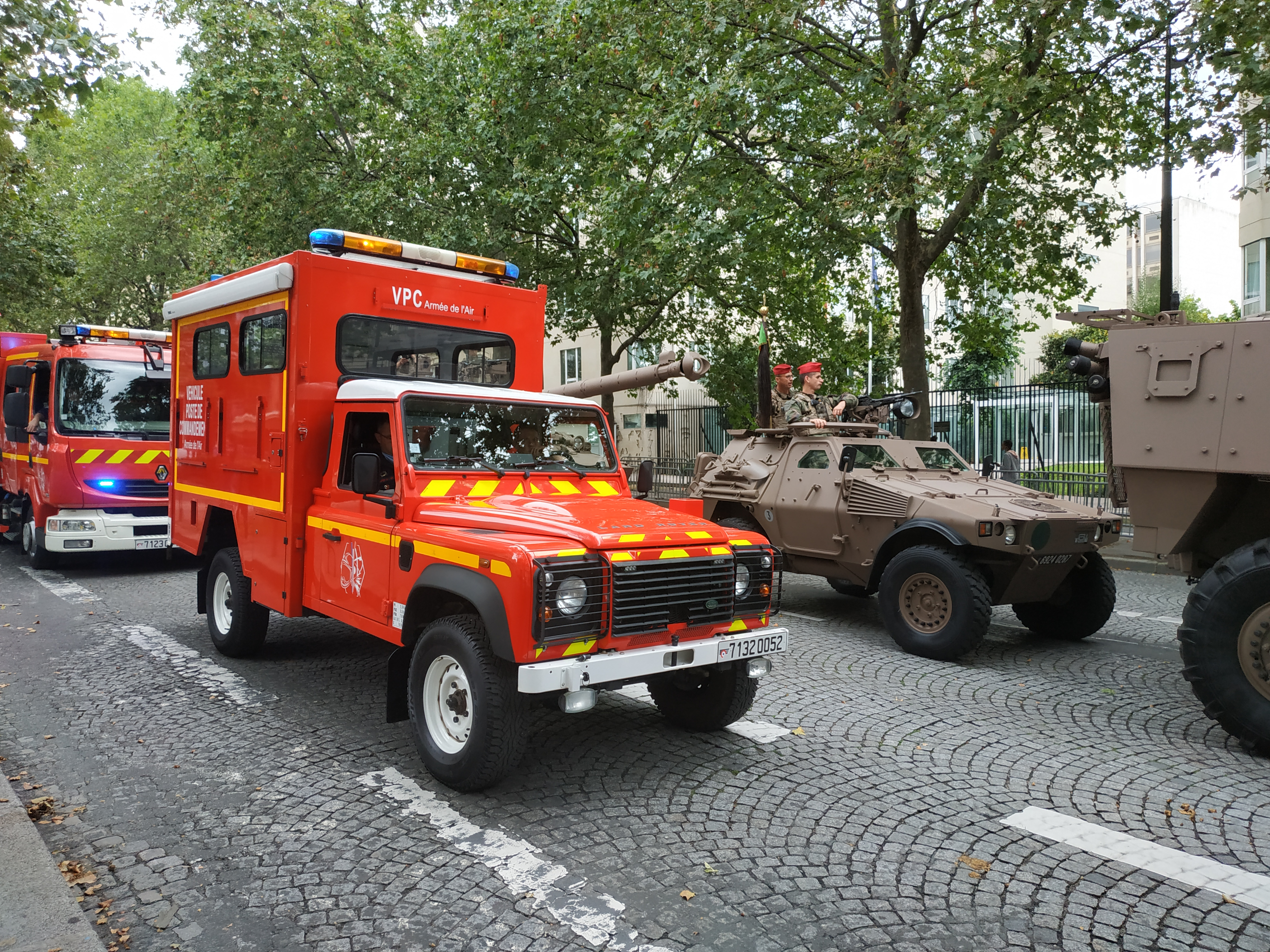
VPC (pour véhicule poste de commandement) Land Rover.
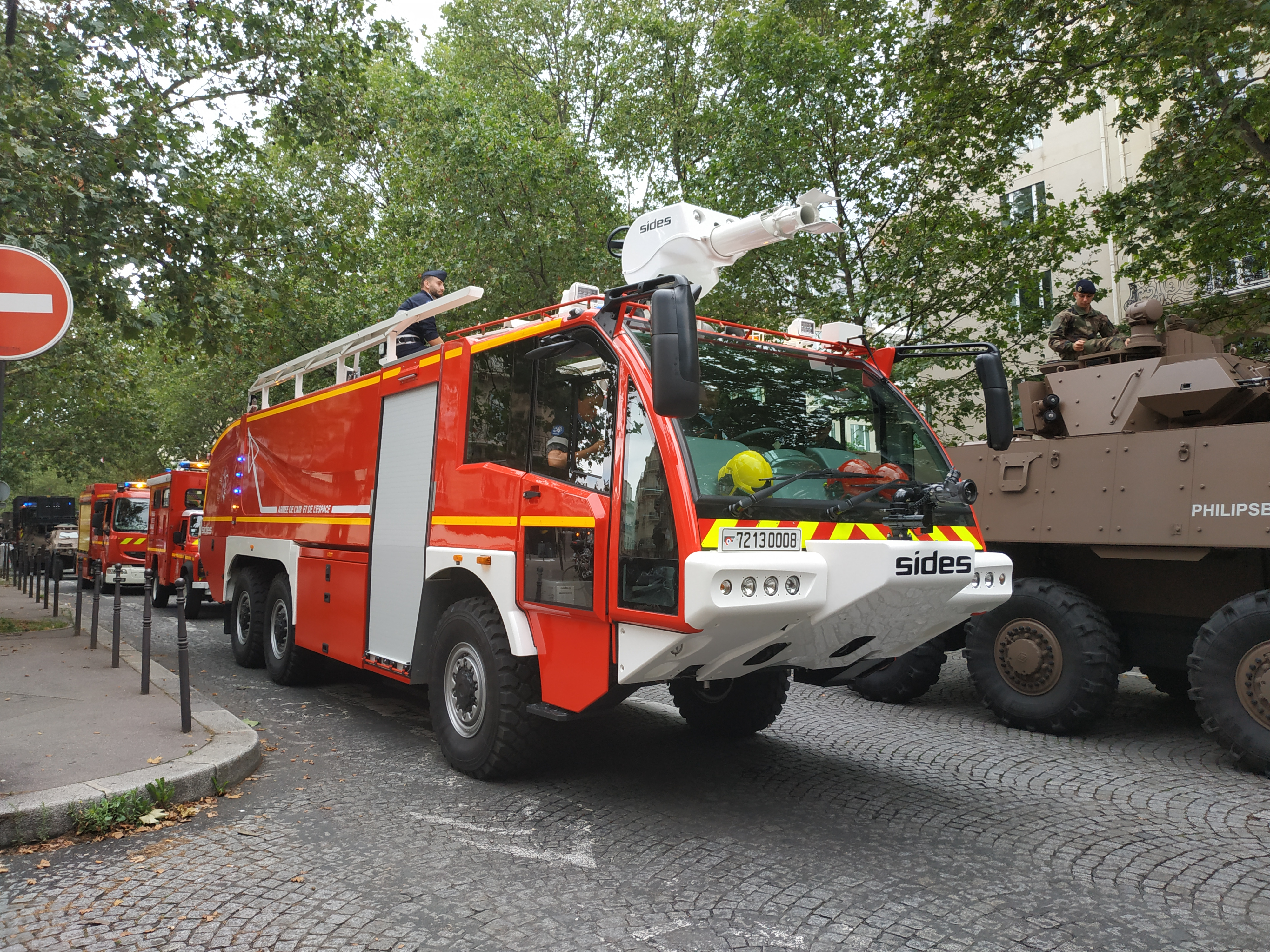
VMA (pour Véhicule mousse aérodrome) de SIDES, livré en 2021.